# Julio Alberto Rico Pardillo
Julio Alberto Rico Pardillo nascut l'11 de juny del 1989 a El Rubio, Província de Sevilla, és un futbolista andalús que juga com a defensa pel CD Varea.

## Trajectòria esportiva

### Primers anys
Rico va començar amb l'Écija Balompié. El 2001, amb 12 anys va fitxar pel Reial Betis, completant la seva formació futbolística.
En els dos següents anys, Rubio va alternar el tercer equip i el Real Betis B, apareixent només en quatre partits en la Segona Divisió B.

### Reial Madrid C
A mitjans de febrer del 2010, Rico va signar amb un dels gegants de la Lliga BBVA, el Reial Madrid CF, jugant amb el Reial Madrid C. Només va jugar quatre partits a Tercera Divisió durant els quatre mesos que hi va jugar.

### Gimnàstic
L'estiu de 2010, Rico va fitxar pel CF Pobla de Mafumet, equip filial del Gimnàstic de Tarragona, entrenat per Kiko Ramírez. La temporada 2010-2011 a la Tercera Divisió, va ser el tercer màxim golejador de l'equip, entre Albert Virgili i Fran Carbià.
El 23 de juny de 2011, Rico va pujar al primer equip del Nàstic, i hi va signar un contracte de dues temporades. El 10 de juliol, va ser presentat oficialment amb el club català.
Rico va fer el seu debut oficial amb el Gimnàstic de Tarragona el 6 d'agost de l'any 2011, enfront del RCD Espanyol en un partit de la Copa Catalunya, substituint el davanter Berry Powel al minut 64. Va fer la seva primera aparició a Segona Divisió el 4 de setembre, substituint Eloy Gila davant el CD Numancia. Després de només dues aparicions en lliga amb el primer equip, va ser cedit al RCD Espanyol B.